# Malinas
Malinas (en neerlandés: Mechelen [ˈmɛxələ(n)]ⓘ) es una ciudad belga de la provincia de Amberes, en la región de Flandes. Pertenece al distrito del mismo nombre. Está situada a mitad de camino entre Bruselas y Amberes, ciudades de las que dista unos 25 km. El idioma oficial es el neerlandés, aunque se habla también un dialecto propio. El término municipal de Malinas comprende además de la propia ciudad homónima, las localidades de Walem, Heffen, Leest, Hombeek, y Muizen. El 1 de enero de 2018, contaba con unos 86 304 habitantes. El alcalde la ciudad es Bart Somers (de la coalición Open VLD-CDO-Groen!).

## Historia

### Orígenes del señorío de Malinas
Los primeros indicios de asentamiento humano se remontan al 500 a. C. en el área donde actualmente se encuentra el Zandpoortvest y la Douaneplein y existen vestigios de la existencia de un poblado gálico-romano en la zona del actual Korenmarkt. La primera constancia escrita de la ciudad es del año 870, en que Malinas aparece en el inventario de terrenos pertenecientes al reino franco oriental.
La cristianización de Malinas se lleva a cabo en el siglo VII u VIII por san Rumoldo, un monje llegado de Irlanda y martirizado en Malinas, en cuyo honor se construyó una abadía, probablemente en el mismo lugar en que posteriormente se erigió la catedral de San Rumoldo, también en su honor. Las paredes de la catedral describen con una serie de imágenes su vida legendaria y milagros. 
No se conoce con certeza en qué momento fue creado el Señorío de Malinas, pero sí que a finales del siglo X pertenece a los príncipes-obispos de Lieja. Tras la formación del ducado de Brabante, Malinas permanece siendo un enclave de Lieja; los enfrentamientos entre Lieja y Brabante se traducen en la concesión de gran número de privilegios que contribuyen a la prosperidad de la ciudad. En 1333, Malinas fue vendida al conde Luis I de Flandes, estando desde entonces el señorío de Malinas ligado a los títulos del conde de Flandes.

### Periodo Borgoñón
La nieta de Luis I, Margarita III de Flandes, se casa con Felipe de Valois, Duque de Borgoña y cuando el nieto de ésta, Felipe el Bueno, acaba unificando los territorios en lo que se conocerá como las diecisiete provincias, Malinas pasa a formar parte del Ducado de Borgoña.
El hijo de Felipe el Bueno, Carlos el Temerario, decide dirigir de una forma moderna y centralizada el territorio. Debido a su situación céntrica y a su tradición de autonomía judicial, elige Malinas para fundar la Cámara Central de Cuentas y el Parlamento de Malinas (Tribunal Supremo) en 1473, dos importantes instituciones de gobierno que fueron clausuradas cuando, tras su fallecimiento en 1477, lo sucede su hija María de Borgoña. 
La viuda de Carlos el Temerario, Margarita de York, decide trasladarse a Malinas, donde establece una corte de gran actividad cultural y científica, promueve las relaciones con Inglaterra, apoya la naciente imprenta y se encarga de la educación de sus nietos Felipe (el Hermoso) y Margarita.
En Malinas permanecerán también los hijos de Felipe el Hermoso y Juana I de Castilla cuando, en 1504, ésta se convierte en Reina de Castilla, encomendándose su educación a Margarita de Austria, la hermana de Felipe.
En 1504, Felipe IV de Borgoña (Felipe el Hermoso) vuelve a erigir el Tribunal Supremo de Malinas, convirtiéndose Malinas en sede de la corte del estado borgoñón. El apogeo de la corte malinense se dará poco después cuando Margarita de Austria es nombrada gobernadora, primero del Ducado de Borgoña y, luego, de los Países Bajos. En 1530 fallece Margarita de Austria y el emperador Carlos V nombra gobernadora a María de Hungría, su hermana, quien traslada la corte a Bruselas.

### Dominio de los Habsburgo
En 1559 Malinas se convierte en archidiócesis, posteriormente renombrada como archidiócesis de Malinas-Bruselas. En esta época los enfrentamientos debidos a la Reforma y a la Contrarreforma hacen que la ciudad sea saqueada, primero en 1572 por tropas españolas y después por inglesas, en 1580, lo que provoca que gran cantidad de monasterios y el Gran Beguinaje se trasladen al interior del recinto amurallado. El 19 de julio de 1585, la ciudad sería recuperada por los Países Bajos Españoles.
El siglo XVII es un periodo de calma y prosperidad económica y cultural. A finales de siglo un suceso dio un nuevo apodo a los habitantes de la ciudad. En la noche del 27 al 28 de enero de 1687 un vecino dio la alarma de que había fuego en lo alto de la torre de San Rumoldo, por lo que los vecinos, cargados con cubos, subieron rápidamente las escaleras para descubrir que no era más que un reflejo rojizo de la luna. La leyenda local añade que el alcalde, abochornado, dio orden de ocultar el asunto, pero la anécdota se extendió y se hizo tan popular que desde entonces se conoce a los habitantes de la ciudad por la singular hazaña de intentar apagar la luna, pasando a ser conocidos como maneblussers, que podría traducirse como los apagalunas.
En 1706, durante la guerra de sucesión española fue ocupada por las tropas de la Alianza de La Haya.
Tras el Tratado de Utrecht de 1713, Malinas en 1714, junto con gran parte de los anteriores Países Bajos Españoles, pasa a ser gobernada por los Habsburgo austríacos. Durante la segunda mitad del siglo, la ciudad sufre un cierto declive provocado por la falta de ingresos de las tasas de navegación por el río Dijle, que ocasiona la creación del canal de Lovaina-Dijle y por la supresión de ciertas órdenes religiosas que realiza José II, entre las que estaban la de los Jesuitas, quienes desde el siglo XVI habían contribuido al desarrollo cultural de la ciudad.

### Edad Moderna
Entre 1794 y 1815 tiene lugar la ocupación francesa, pero también la expansión de las ideas revolucionarias, que traen consigo una serie de reformas políticas y urbanísticas que promueven la industrialización de la ciudad. Entre estas medidas está la derogación del Señorío de Malinas, convirtiéndose en una ciudad más. Tras la derrota de Napoleón, los Países Bajos del sur ya no vuelven a los Habsburgo, sino que se produce una reunificación de los Países Bajos bajo Guillermo I, la ciudad prospera económicamente, aunque las tensiones, principalmente religiosas, provocan la escisión en 1830 del reino de Bélgica.
En 1835, se crea entre Bruselas y Malinas la primera línea de ferrocarril del continente europeo. Durante años será Malinas el punto central de la red de ferrocarriles Belgas y sede del taller central ferroviario, contribuyendo esto al desarrollo industrial. 
Durante las guerras mundiales, la ciudad sufre bastantes daños. Posteriormente, muchos monumentos son reconstruidos, no así el reloj de la torre de la catedral de San Rumoldo, cuya ausencia sigue recordando a los malineses las heridas de la guerra.

## Demografía

### Evolución
Todos los datos históricos relativos al actual municipio, el siguiente gráfico refleja su evolución demográfica, incluyendo municipios después de efectuada la fusión el 1 de enero de 1977.
| Gráfica de evolución demográfica de Malinas entre 1846 y 2020 |
|                                                               |

## Arte y cultura

### Eventos
- Maanrock: Festival anual de rock que se celebra en diversos lugares céntricos de la ciudad. El nombre (que podría traducirse como Rock de la luna) hace referencia al apelativo de maneblussers de los Malinenses.
- Conciertos de carillón: De junio a septiembre. Se oyen en gran parte de la ciudad, pero en el Centro Cultural se ofrece además asiento, presentación y documentacón de las obras a escuchar.
- Procesión Hanswijk: De carácter histórico religioso, en la que miles de personas atavidas según distintas épocas van narrando pasajes bíblicos, así como la historia y milagros de Nuestra Señora de Hanswijk y otros hechos relevantes de la historia religiosa de la ciudad.

### Monumentos

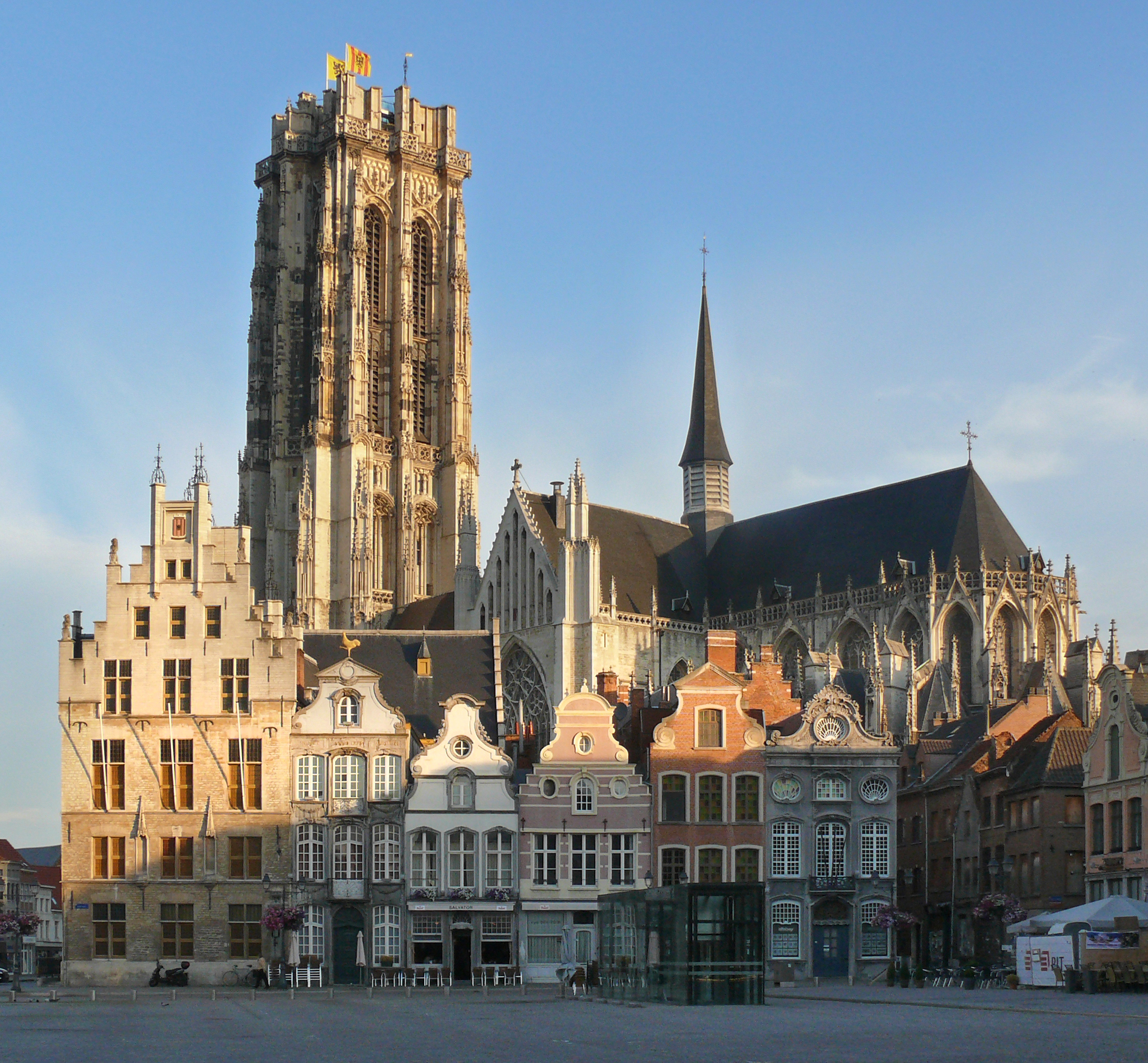
Grote Markt y catedral de San Rumoldo

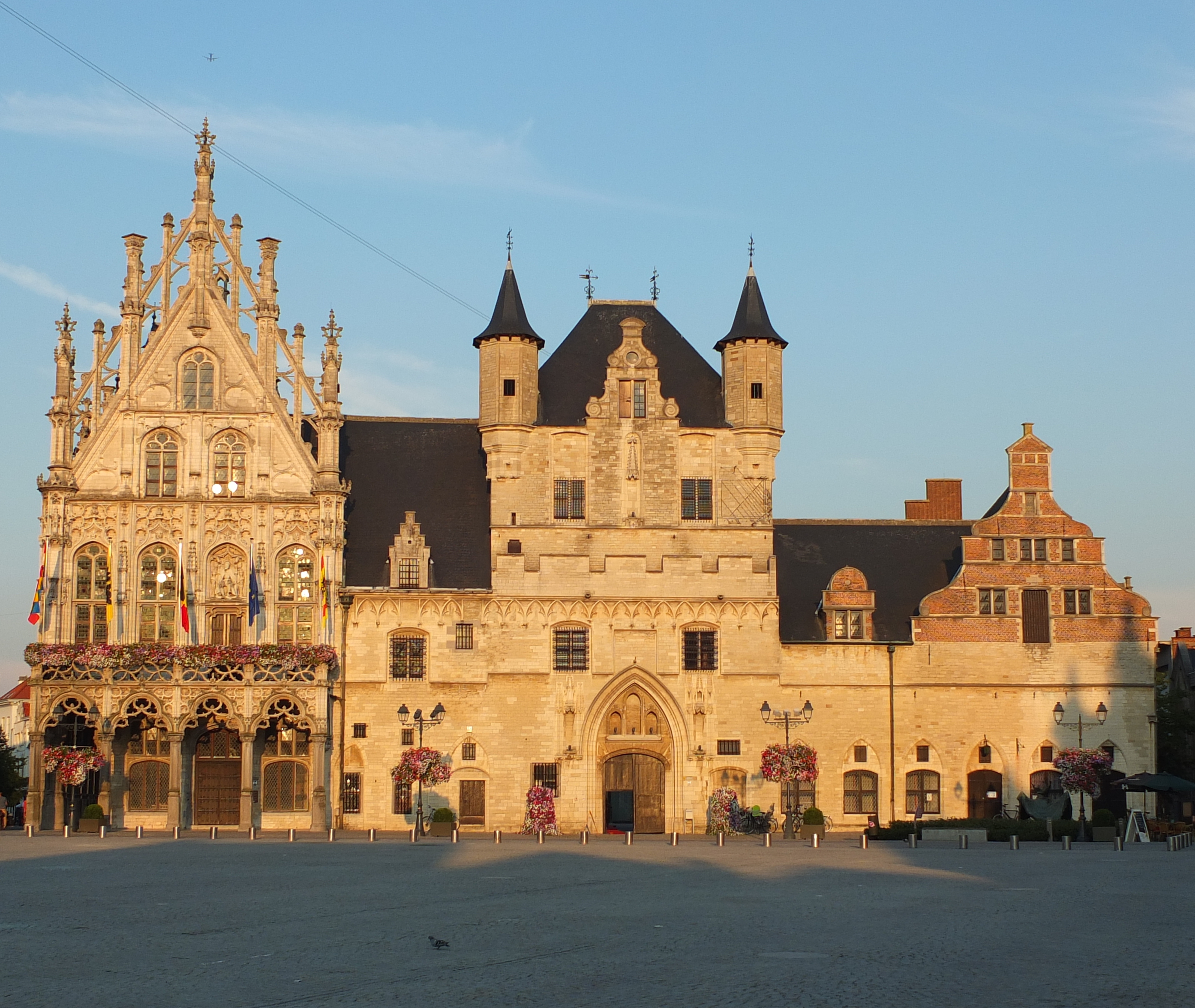
Los tres edificios alineados en la Grote Markt que hoy forman el Ayuntamiento de Malinas: el palacio del Gran Consejo, el Lakenhal (o lonja de los Paños) y el beffroi

La ciudad conserva numerosos monumentos que dan prueba de su importancia en los últimos siglos. Por ejemplo, cuenta con 3 cass llamadas antiguamente Casa de los Concejales.
- Catedral de San Rumoldo (siglos XII al XVI) con su imponente torre de 97,28 m; en su origen se calculaba que mediría 167 o 197 m. Tiene dos carillones de 49 campanas cada una; alberga una escuela de carillón, por lo que no es difícil escuchar conciertos mientras se pasea por las calles cercanas.
- El beaterio abierto día y noche
- La iglesia de San Juan alberga un magnífico retablo de la Adoración de los Reyes Magos pintado por Rubens, y un púlpito obra de Theodoor Verhaegen.
- La iglesia de Onze-Lieve-Vrouw over de Dijle también mantiene un magnífico retablo de Rubens
- La ciudad posee otras seis iglesias igualmente notables
- Haverwerf (el muelle de la Avena) con tres bonitas casas antiguas bien conservadas.
- El palacio de Margarita de Austria, tía de Carlos V, actual Tribunal de Justicia, cuyo jardín evoca los parajes del Renacimiento.
- El palacio de Margarita de York, abuela de Carlos V. Esta bonita fachada Gótica alberga actualmente el Teatro de Malinas.
- El actual Ayuntamiento de Malinas, formado por el palacio del Gran Consejo, el Lakenhal (o lonja de los Paños, el mercado de los tejidos) y el beffroi del siglo XIV al lado (que es parte de un grupo de 56 torres y campanarios municipales de Bélgica y Francia declarados Patrimonio de la Humanidad de la Unesco desde 1999 (ID 943-015)).[7]

### Museos
- Brusselpoort: Antigua puerta de la ciudad y único vestigio de la muralla del siglo XII. Actualmente alberga un museo arqueológico que muestra los orígenes de la ciudad, su crecimiento y la vida de los antepasados.
- Schepenhuis: Edificio del antiguo ayuntamiento y posterior sede del Tribunal Superior de Malinas. Recoge en la actualidad obras de las épocas en que Malinas destacó como importante centro de producción artística: esculturas, bajorrelieves, pinturas y jardines interiores.
- Hof von Busleyden: Palacio renacentista de Hieronymus van Busleyden[8] Exhibe una colección de muebles, bordados, imágenes y otras muestras de la importancia de los artesanos de la ciudad en la historia, destacando las del guadamecil malinés.
- Museo del juguete: Exhibición de la evolución del juguete desde tiempos antiguos hasta la actualidad.
- Museo judío de la deportación y la resistencia: Malinas fue durante la Segunda Guerra Mundial elegido para centralizar la concentración de judíos de Bélgica y su posterior deportación. Los edificios que fueron usados como campo de concentración recogen hoy una exposición que recuerda estos hechos.
- Museo del ferrocarril (De Mijlpaal): Malinas fue destino del primer trayecto en tren realizado en el país. El museo muestra los primeros pasos y la evolución del ferrocarril.[9]
- Lamot Erfgoedcentrum: Antigua fábrica de cervezas en el centro de la ciudad, reconvertida en centro cultural que desde la perspectiva de que la historia es más que fechas, reyes y monumentos ofrece exhibiciones sobre la vida en otras épocas a base de objetos cotidianos.
- Fábrica de cerveza Het Anker: Museo dedicado al proceso de fabricación de la cerveza en el que pueden degustarse las cervezas locales.[10]
- Het zotte Kunstkabinet (El loco gabinete de arte): Exhibe cuadros satíricos del siglo XVI en la tradición de El Bosco, Brueghel y Brouwer.

## Educación
Malinas es una referencia importante en relación con la educación. A continuación se detallan los estudios disponibles, señalándose con un asterisco aquellos que gozan de especial renombre:
- Educación primaria y secundaria

Las escuelas de primaria están repartidas por todo el territorio de la ciudad y su distrito (arrondissement), de forma que la práctica totalidad de los alumnos de primaria se desplazan a pie hasta su colegio. Las escuelas de secundaria se encuentran en la ciudad y ofrecen además de la enseñanza general algunas especialidades. Estas escuelas de secundaria son:
- Berthoutinstituut - Klein Seminarie (Bim-Sem): Deporte* y Formación general.
- Colomaplus (Desde 2007: fusionado con O.L.V. De Ham en Coloma): Turismo, Gastronomía, Belleza, Informática y Comercio.
- Koninklijk Atheneum I Pitzemburg: Formación general.
- Koninklijk Atheneum II Lyceum: Arte y Formación general.
- Koninklijk Technisch Atheneum Paramedisch instituut. Sanidad, Asistencia social y 4º grado.
- Koninklijk Technisch Atheneum Wollemarkt: Comercio, Informática, Belleza y Gastronomía.
- Provinciaal Instituut voor Tuinbouwonderwijs Jardinería.
- Scheppersinstituut Formación general.
- Sint-Janshof: Formación ocupacional (Aangepast beroepsonderwijs).
- Sint-Romboutscollege: Formación general.
- Technische Scholen Mechelen: Principalmente Construcción e Industria.
- Ursulinen Mechelen: Formación general, Comercio y 4º grado.

- Educación superior

La Katholieke Hogeschool Mechelen (KHM) es una Escuela Universitaria (hogeschool) en la que hay inscritos unos 5000 alumnos. La Hogeschool Antwerpen (HA), escuela universitaria de la provincia de Amberes tiene también presencia en Malinas. 
- Katholieke Hogeschool Mechelen (KHM)
  - Educación* (campus De Vest)
  - Periodismo* (campus De Ham)
  - Turismo* (campus Kruidtuin)
  - Enfermería (campus De Vest)
  - Gestión y Sistemas de Información (TIC) (campus Kruidtuin)
  - Gestión empresarial (campus De Vest y De Ham)
  - Diseño interior (campus Lucas Faydherbe)
- Hogeschool Antwerpen (HA)
  - Inmobiliaria (campus Dodoens)
  - Electrónica y TIC (campus Dodoens)

## Deportes
En 1985 Malinas fue la sede del XIX Campeonato Mundial de Piragüismo.
| Equipo          | Deporte | Competición                 | Estadio                       | Creación |
| --------------- | ------- | --------------------------- | ----------------------------- | -------- |
| Racing Mechelen | Fútbol  | Tercera División de Bélgica | Oscar Vankesbeeck Stadion     | 1904     |
| K.V. Mechelen   | Fútbol  | Primera División de Bélgica | Stade Argos Achter de Kazerne | 1904     |

## Economía y servicios

### Transporte y comunicaciones

#### Carretera
Por carretera Malinas está conectada a la A1, una autopista de seis/ocho carriles que une las dos principales ciudades del país Bruselas y Amberes, y que forma parte de la carretera europea E19 que une París con Ámsterdam. 
La autopista tiene dos entradas a Malinas (nombradas Mechelen-Zuid y Mechelen-Noord, en los puntos kilométricos 13 y 17 respectivamente) que conectan con la circunvalación de la ciudad (R12). Entre ambas entradas hay una vía paralela a la autopista que da servicio a los distintos polígonos industriales, evitando el tráfico pesado por la ciudad. Una circunvalación exterior (R6) conecta la autopista con las poblaciones que rodean Malinas sin necesidad de atravesar la ciudad. 
Otras vías de la red principal que conectan Malinas son la N1 a Bruselas y Amberes; la N14 a Lier y Breda (Países Bajos); la N15 a Heist op den Berg y Westerloo; la N16 a Sint Niklaas y la N26 a Lovaina.
Tren

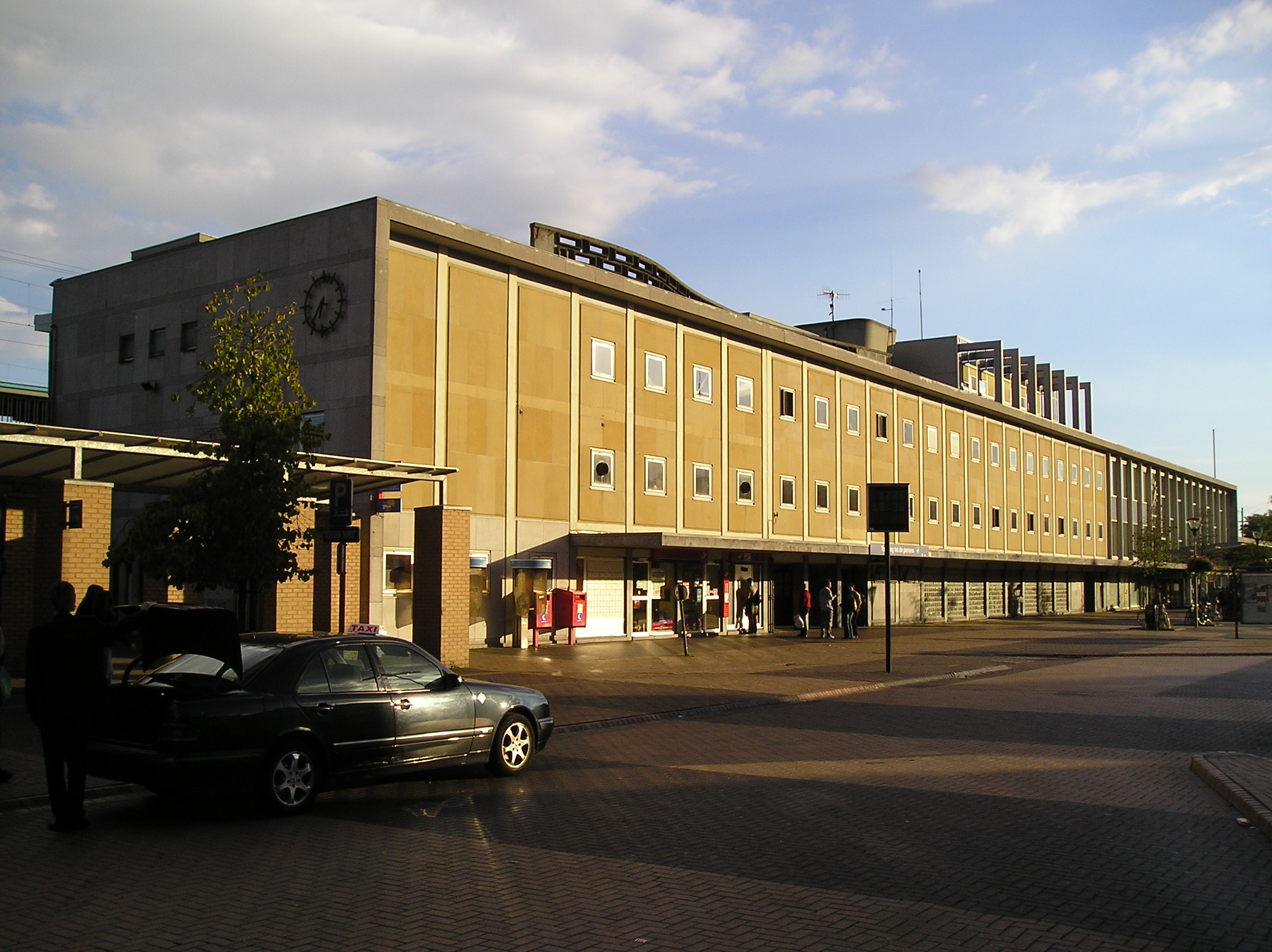
Estación de tren

En tren Malinas tiene conexiones directas con Amberes, Bruselas, Gante, Lovaina, Dendermonde, Nivelles y Charleroi (ciudad en la que se sitúa el segundo aeropuerto de Bruselas) existiendo varios tipos de servicios: 
- Trenes locales (L) que paran en todas las estaciones de su recorrido.
- Trenes intercity (IC) que solo paran en las principales estaciones.
- Trenes interregionales (IR) que paran en las principales estaciones y alguna secundaria.

Alguno de los trenes permite continuar sin transbordo a otras ciudades como Brujas, Hasselt, Cortrique y Ostende, pero su frecuencia suele ser de un solo tren cada hora o inferior.
Malinas es también ciudad de parada de los trenes internacionales de la ruta París-Ámsterdam, a excepción del tren de alta velocidad Thalys.
Avión
El aeropuerto Brussels National de Bruselas (situado en la localidad de Zaventem) está a 15 kilómetros de Malinas por la autopista A1, poco más de la distancia que separa el aeropuerto de la ciudad de Bruselas.
Está en construcción una nueva línea férrea que unirá Malinas con el aeropuerto de Zaventem sin necesidad de transbordo. Actualmente se puede acceder desde Malinas al aeropuerto en autobús o en tren transbordando en Bruselas.
Autobús

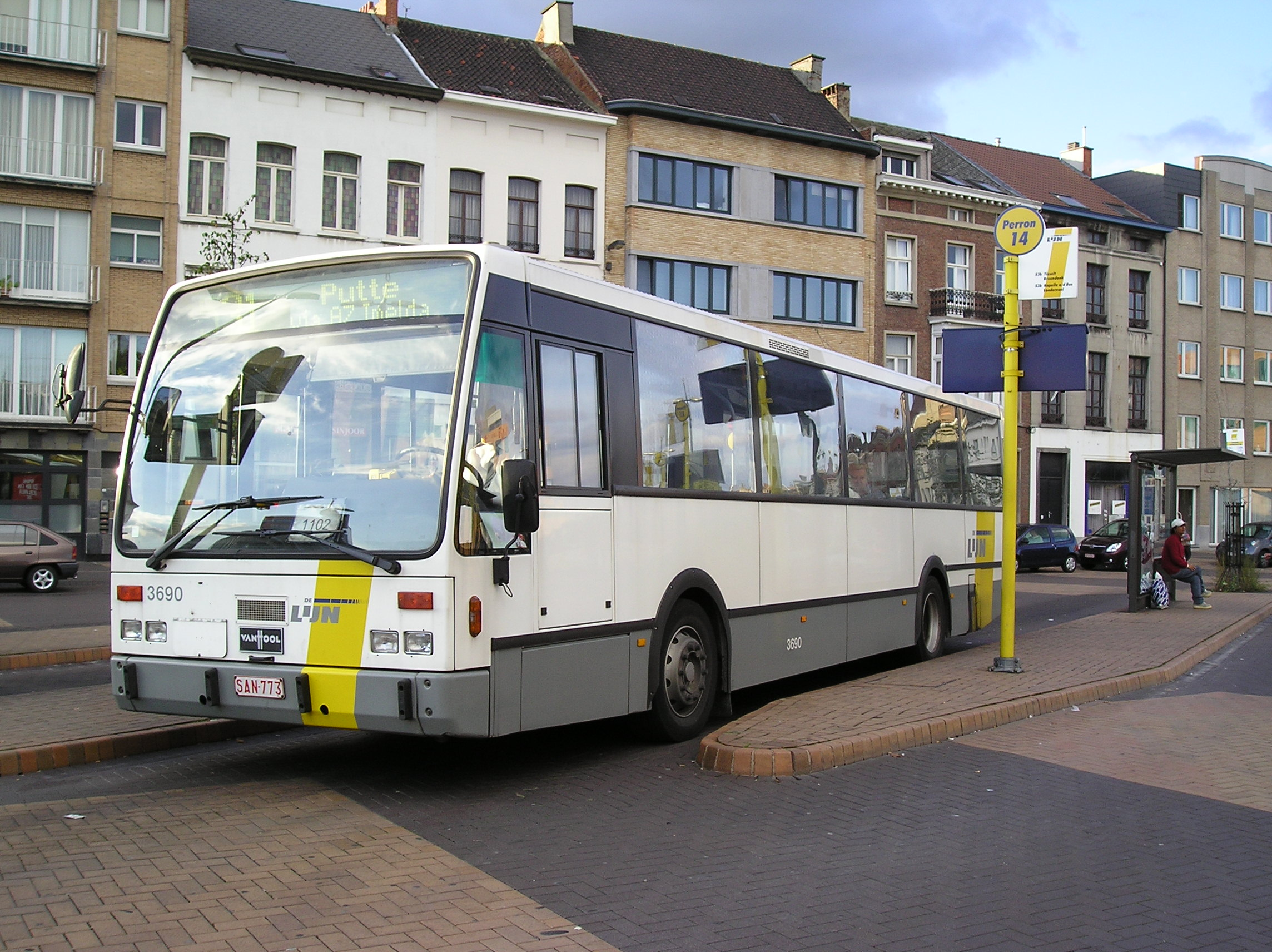
Autobús de De Lijn

Dado que Flandes es prácticamente casi una conurbación, los autobuses son operados por una única compañía De Lijn que interconecta lugares de interés sin atender a límites municipales. Malinas está conectada con gran número de poblaciones en diversos municipios: 
Aarschot, Aartselaar, Aeropuerto de Bruselas-Zaventem, Amberes, Battel, Beukheuvel, Bonheiden, Boom, Boortmeerbeek, Breendonk, Duffel, Galgenberg, Grimbergen, Hagelstein, Heindonk, Heist o/d Berg, Herentals, Heultje, Hofstade, Hulshout, Kampenhout, Keerbergen, Leest, Lovaina, Lier, Londerzeel, O.L.V. Waver, Otterbeek, Perk, Peulis, Putte, Rumst, Schriek, St. Katelijne Waver, Tremelo, Vilvoorde, Weerde, Westerlo, Willebroek, Zaventem y Zemst.
Estas líneas atraviesan Malinas y son usadas para el transporte dentro de la ciudad, aunque Malinas tiene aparte ocho líneas urbanas de autobús, con una frecuencia relativamente baja de un servicio cada 20 o 30 minutos, pero a cambio con un precio menor: En 2008 es de 0,50 € por trayecto.
Como en toda Bélgica, los billetes comprados directamente en el autobús tienen un recargo de casi un 70 %,[cita requerida] por lo que es habitual comprar antes en tiendas tarjetas de 8 € de las que se va descontando el importe del viaje. Para las líneas urbanas existe una tarjeta de 5 € (10 viajes) que no es compatible con las demás líneas de autobús.
Bicicleta

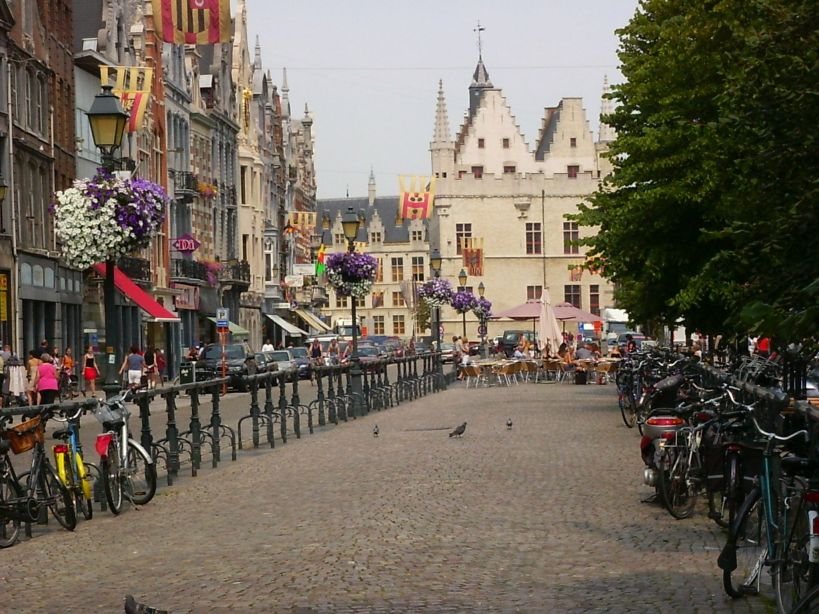
Bicicletas en IJzerenleen

Como en el resto de los Países Bajos y Bélgica, la bicicleta es el medio de transporte preferido por gran parte de la población. Muchas calles de Malinas tienen carriles-bici, y en las que no hay un carril aparte suele haber una franja diferenciada en la que las bicicletas tienen prioridad, de forma que si una bicicleta circula por ella, los automóviles deben dejar esa franja libre.
Muchas calles de un solo sentido o de circulación prohibida suelen indicar en la señalización la excepción de que las bicicletas pueden circular en ambos sentidos. Por lo demás, están sujetas a las normas de circulación como cualquier vehículo, tienen semáforos y señales en los carriles-bici y los infractores son multados como cualquier otro conductor.

## Curiosidades

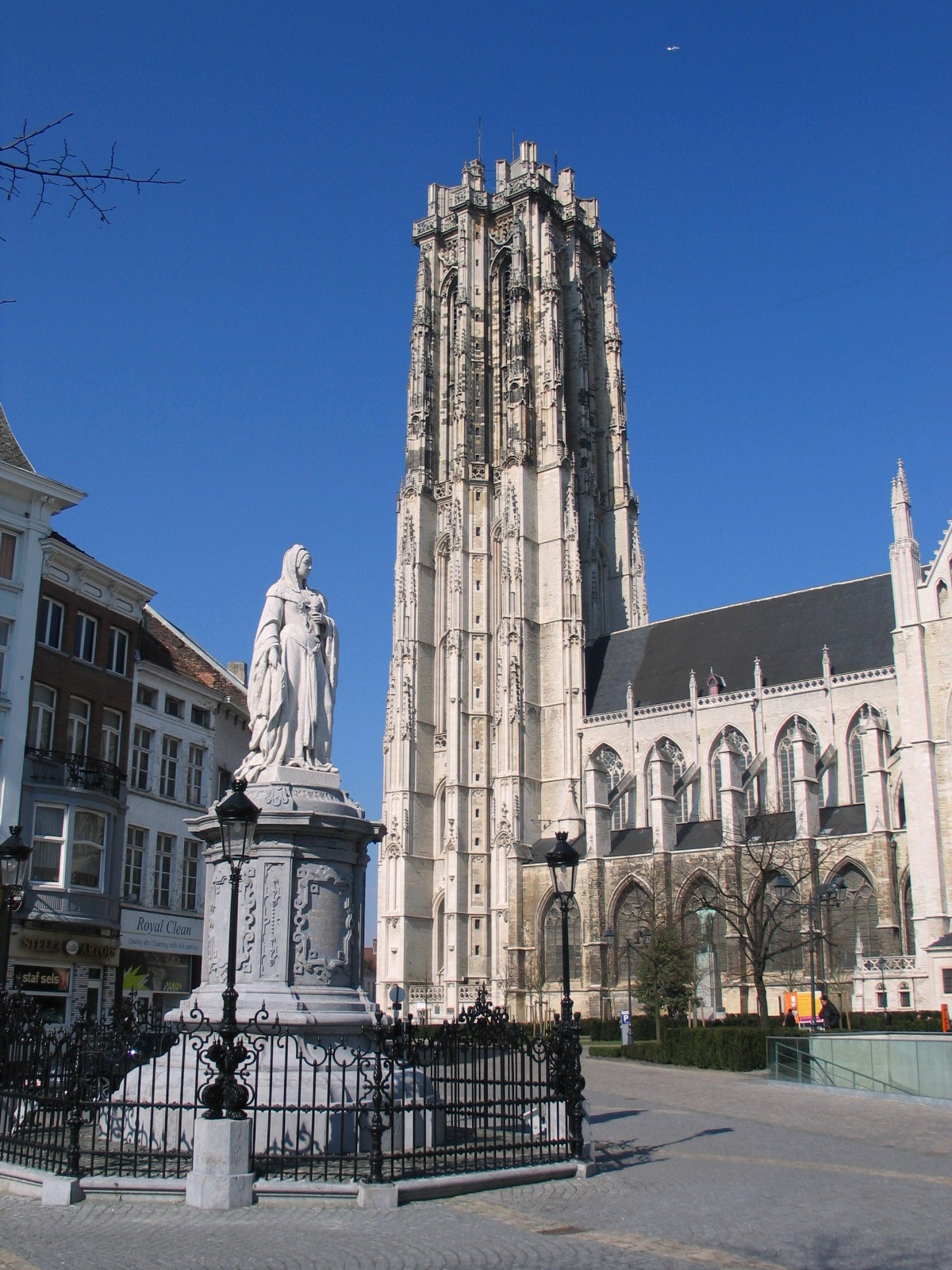
Estatua de Margarita de Austria

- Cuando tras la independencia de Bélgica se promovió el que se erigieran estatuas a grandes figuras belgas de la historia para fomentar la identidad nacional, Malinas fue la única ciudad en la que se eligió a una mujer: Margarita de Austria.

- Malinas es la ciudad originaria de la raza pastor belga Malinois, una de las 4 variedades de perro pastor belga.

## Ciudades hermanadas
- Arvada (Estados Unidos)
- Chengdu (China)
- Dijon (Francia)
- Helmond (Países Bajos)
- Nador (Marruecos)
- Sibiu (Rumania)
- Sucre (Bolivia)